# Station Ishøj
Station Ishøj is een S-tog-station in Ishøj, ten zuidwesten van het centrum van Kopenhagen. Het station is geopend op 26 september 1976 als onderdeel van de tweede fase van de Køgebaai-lijn tussen Vallensbæk en Hundige. Het is het zuidelijkste station van de regio Hoofdstad, ten zuiden van het station ligt een depot van de S-tog vlak voor de grens met de regio Seeland. 

## Station
Het station ligt op een talud met twee zijperrons. Aanvankelijk was er een bescheiden stationsgebouw en waren er abri's op de perrons geplaatst. In 2005 werd een grote verbouwing in samenwerking met Ishøj Bycenter voltooid. Het station zelf kreeg grote glazen wachtkamers langs de perrons op de eerste verdieping,  zodat het donkere gevoel van het station uit de jaren zeventig van de twintigste eeuw verdween. Aan de westkant is het station direct aangesloten op het plaatselijke winkelcentrum, aan de oostkant ligt een busstation. De kaartverkoop werd bij de verbouwing ondergebracht in de kiosk van Kort og godt onder het spoor richting Kopenhagen aan de oostzijde van de voetgangerstunnel onder de sporen. Later is deze kiosk overgenomen door 7-Eleven.

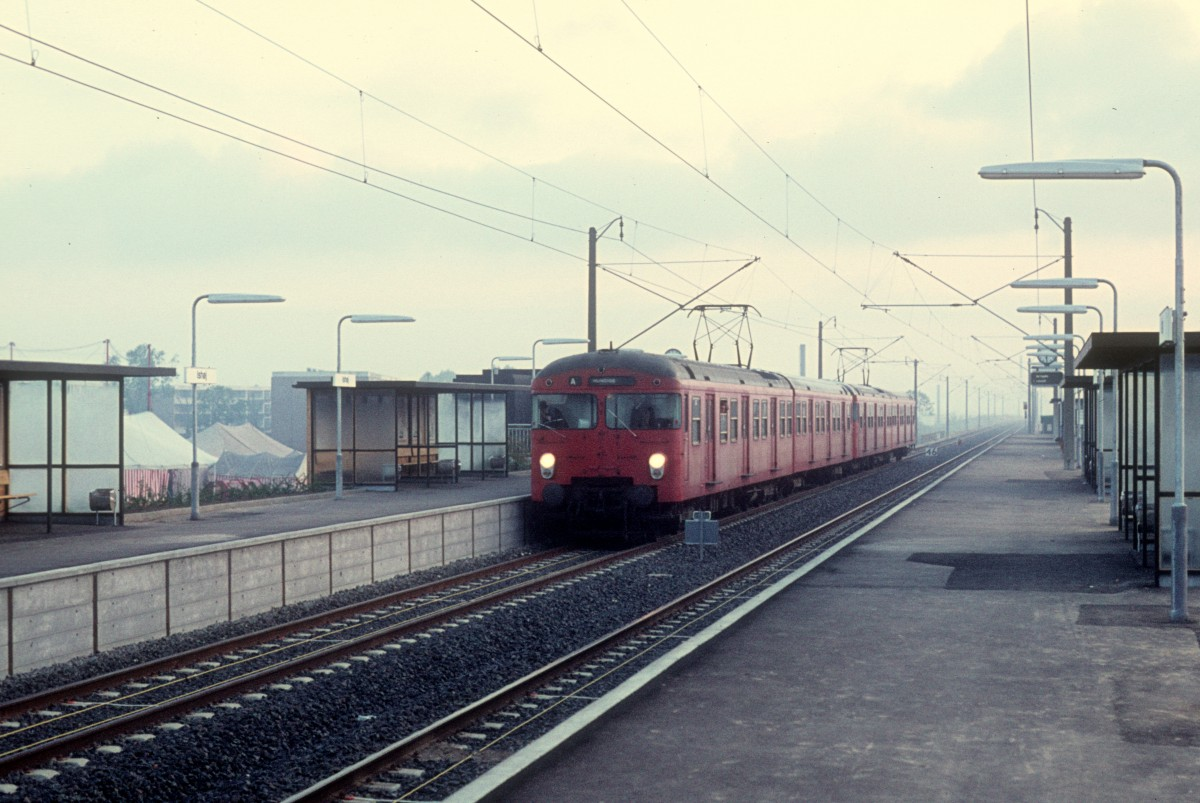
Het station op de openingsdag
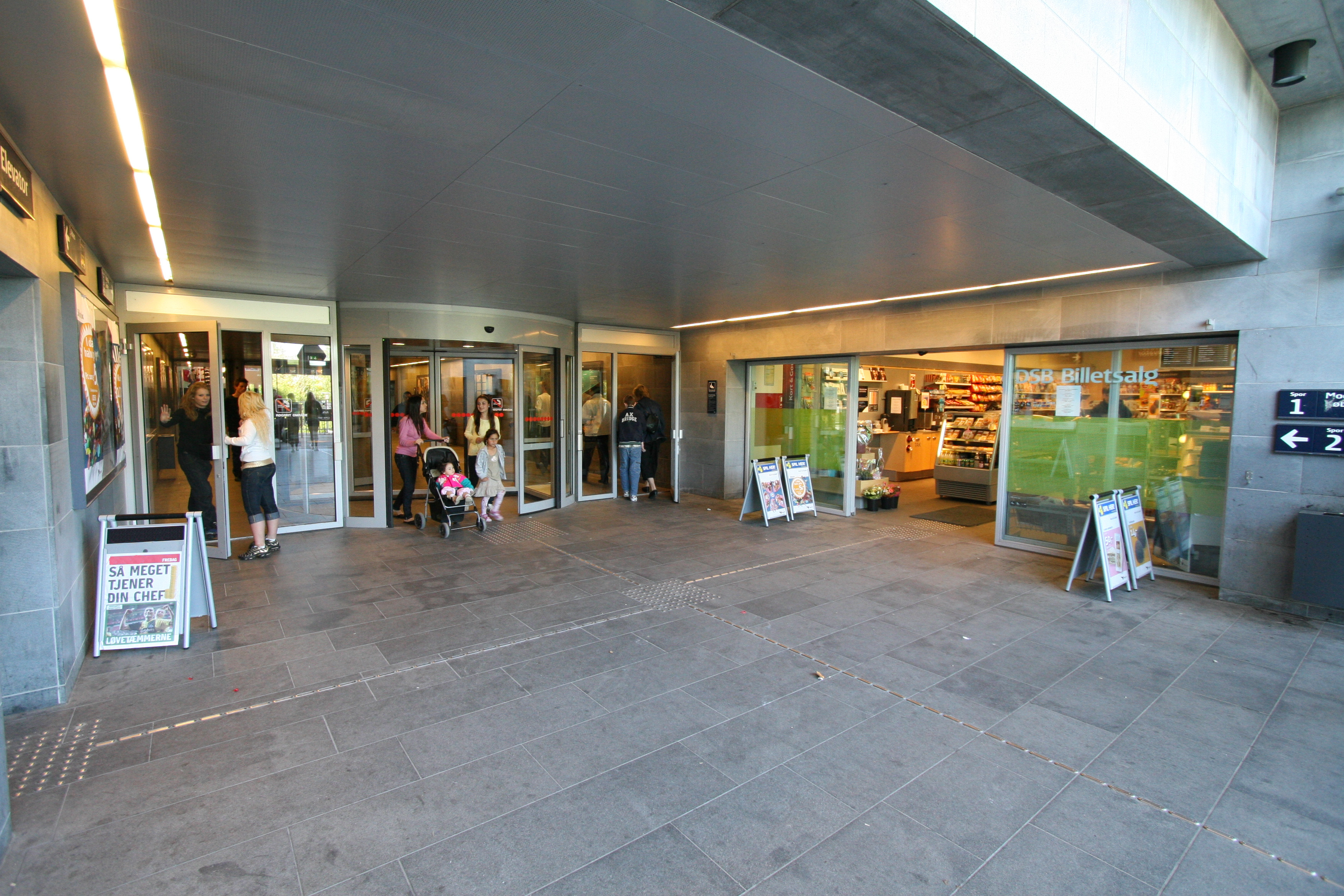
Kort og godt met kaartverkoop in 2007
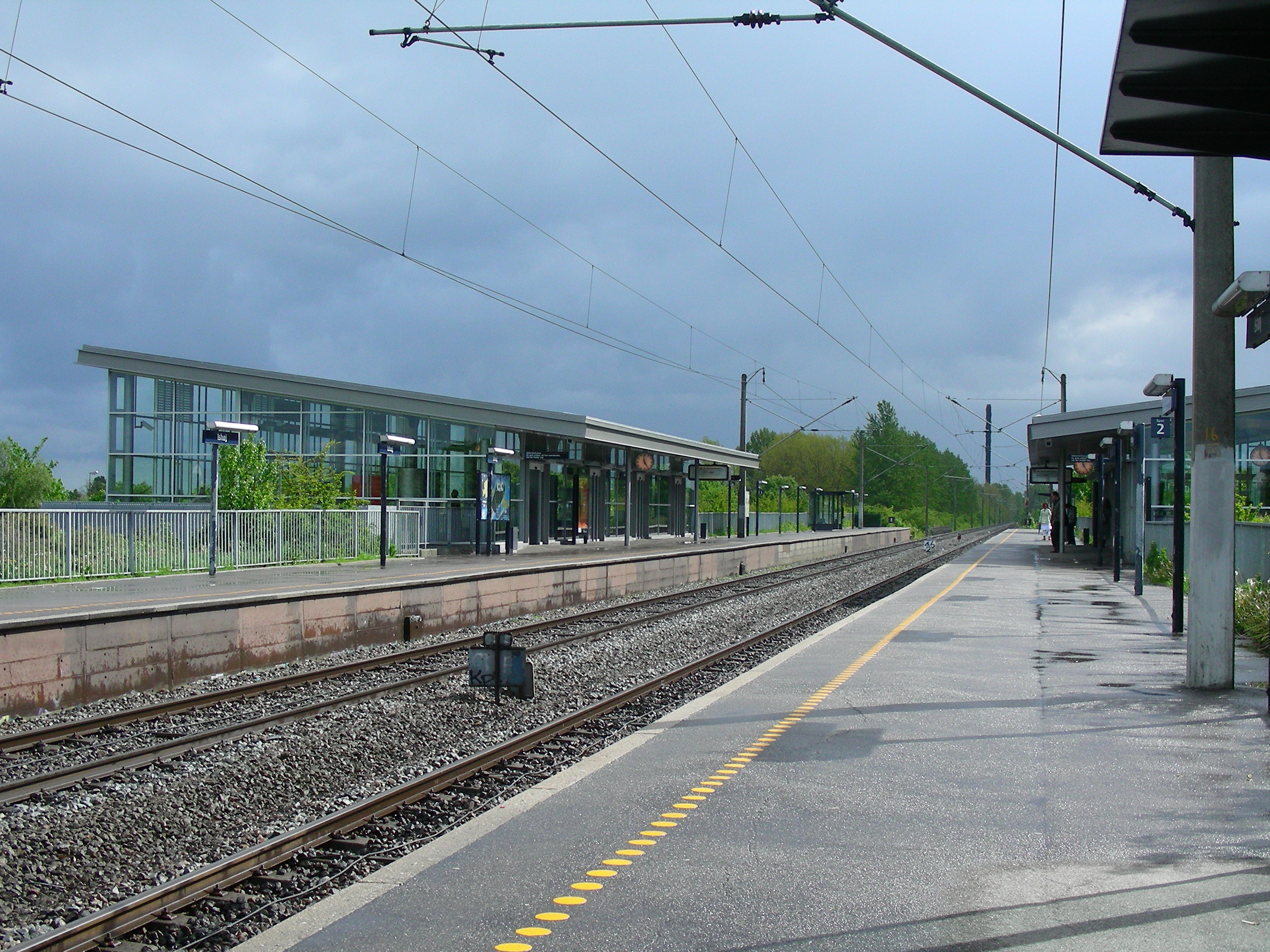
Na de verbouwing van 2005, gezien uit het noorden

## Sneltram
Op 12 maart 2018 is begonnen met de aanleg van de Ring 3 Letbane, een sneltram door de westelijke voorsteden van Kopenhagen. De lijn loopt tussen Lundtofte in het noorden en Ishøj in het zuiden. Aan de noordzijde van het busstation zal een eindpunt voor de sneltram worden gebouwd met twee sporen en een overdekt perron. De trambaan buigt aan de noordkant af naar het oosten waarbij de middenberm van de Ishøj Stationsvej richting Vallensbæk wordt gevolgd. Volgens de planning zal Ring 3 in 2025 gereed zijn.

Solrød Strand · Karlslunde · Greve · Hundige · Ishøj · Vallensbæk · Brøndby Strand · Avedøre · Friheden · Åmarken · Ny Ellebjerg · Sjælør · Sydhavn · Dybbølsbro · København H · Vesterport · Nørreport · Østerport · Nordhavn · Svanemøllen  · Hellerup · Jægersborg · Lyngby · Holte · Birkerød ·  Høvelte · Allerød · Hillerød
Køge · Ølby · Køge Nord · Jersie · Solrød Strand · Karlslunde · Greve · Hundige · Ishøj · Ny Ellebjerg · Sjælør · Sydhavn · Dybbølsbro · København H · Vesterport · Nørreport · Østerport · Nordhavn · Svanemøllen · Hellerup · Bernstorffsvej · Gentofte · Jægersborg · Lyngby · Sorgenfri · Virum · Holte